# Владислав Лемішко
Владислав Казимєж Лемішко (пол. Władysław Kazimierz Lemiszko; нар. 9 червня 1911, Лемберг, Австро-Угорщина — пом. 17 квітня 1988, Тарнів, Польща) — польський хокеїст та футбольний тренер, гравець збірної Польщі, олімпієць, капітан команди на Олімпійських іграх в Гарміш-Партенкірхені.

## Життєпис
Народився 9 червня 1911 року у Львові у родині Миколая та Марії. Спочатку він жив із батьками на вулиці Зелонській, потім — на Снопковській. Навчався у 11-й державній гімназії Яна та Анджея Снядецьких у Львові. Представляючи навчальний заклад, брав участь у спортивних змаганнях з різних дисциплін. Вивчав слов’янську філологію на гуманітарному факультеті Львівського університету імені Яна Казимира. Закінчивши середню школу, почав працювати у закладі соціального страхування у Львові, де був розподілений на рахунок, а потім на контроль у закладах праці.
Заохочений батьком, у 1926 році поїхав з ним на матч «Чарні» (Львів), після чого розпочав тренування в цьому клубі. Відразу виявив свій талант до гри, а через декілька тижнів опинився у складі 2-ї команди «чорних». У 1929 році дебютував у першій команді клубу. Спочатку грав у команді на позиції лівого флангового, потім його перекваліфікували в центрального захисника. У сезоні 1933 року разом із «Чарні» вилетів з 1-ї ліги. Залишався гравцем команди до 1936 року. Через виліт до класу А намагався перейти до іншої команди, яка виступала б на вищому рівні ліги. З 1936 по 1939 рік виступав за «Погонь» (Львів). У футболці клубу грав як в матчах чемпіонату, так і в матчах з іноземними командами. Виступав такох за збірну Львова. Зіграв близько 100 матчів у чемпіонаті (по 4 сезони відіграв у «Чарні» та «Погоні» відповідно). Як футболіст грав спочатку на позиції нападника, а згодом — лівого захисника.
Будучи хокеїстом, виступав за «Чарні» (Львів) та став дворазовим призером чемпіонату Польщі. У 1934 році завоював срібну медаль, а в 1935 році — золоту. У Збірній Польщі зіграв 15 матчів. Учасник чемпіонату світу 1935 року в швейцарському Давосі. Членом національної збірної на зимових Олімпійських іграх 1946 року у Гарміш-Партенкірхені, на турнірі не зіграв жодного матчу. 
За часів Другої Польської Республіки він був різнобічним спортсменом. Його улюбленою дисципліною був хокей на льоду, яким він займався взимку. Щоб підтримувати свій фізичний стан протягом року (включаючи масу тіла близько 72 кг), грав у футбол влітку протягом решти сезону, а також легка атлетика (наприклад, метання диска, стрибки з жердиною), теніс, спортивні ігри, плавання, лижі, гандбол, баскетбол.
Під час Другої світової війни представляв кольори київського «Динамо» та львівського «Динамо» (1939-1941). Після закінчення війни, в рамках репатріації, він залишив Східні Креси, потім з дружиною залишився у її друзів у Тарнові, а після цього вони планували виїхати далі на захід. Виключно з цікавості з'явився на стадіоні місцевої Тарновії, де професор середньої школи Здзислав Новак заохотив його керувати відродженням спорту в місті. Зрештою оселився в цьому місті і став тренером футболістів «Тарновії», поступово підвищуючи рівень гравців та команди загалом. У розіграші окружного чемпіонату 1946 року команда, якою він керував, обійшла «Віслу» (Краків). У наступному сезоні 1946/47 років разом із командою здобув перемогу в Краківській окрузі, потім перемогу на другому етапі, а після цього у фінальній групі посів третє місце, отримавши історичне підвищення з командою до Першої ліги. Після завершення сезону отримав пропозицію взяти на себе команду, але футбольну секцію він не прийняв, переставши бути тренером команди.
У перші повоєнні роки він поєднував роботу у футболі з грою в хокей. Він був гравцем «Краковії», з якою виграв чемпіонат Польщі 1945/46. У наступному сезоні 1946/47 років заявлени захисником у складі «Краковії», який захищав чемпіонат.
Наприкінці 40-их років почав тренувати футбольні команди: «Окоцимський» (Бжесько), у 1948 році — «Погонь» (Прудник), Грибовія (Грибув), «Метал» (Тарнів). У листопаді 1947 року пройшов уніфікований курс для тренерів. У 1950 році знову тренував у Тарнові, у 1951 році — «Огниво» (Ряшів), а з 1950 по 1952 рік — знову «Метал» (Тарнів). У 1952 році закінчив навчальний курс тренера 2-го національного класу. У 1955 році очолює Тарнівську команду. У 1956-1957 роках працював тренером у вроцлавському «Пафавазі», а з 1 вересня 1957 по 1958 рік — ЯКС 1909 (Ярослав). З 1958 по 1960 рік знову тренував «Окоцимський» (Бжесько). У 1960 році отримав звання тренера 2-го класу. З 1960 по 1962 рік знову тренував «Метал» (Тарнів). У сезоні 1964/65 років працював головним тренером друголігової Лехія (Гданськ). З 1965 по 1966 рік очолював інший друголіговий клуб, «Сталь» (Мелець) (у сезонах 1964/65 та 1965/66 років «Сталь» виступала у Другій лізі Польщі), а в березні 1966 року перейшов до роботи з молодими гравцями клубу. У сезонах 1966/67 та 1967/68 працював головним тренером «Сталі» (Санок). У сезоні 1968/69 років тренував «Олімпію» (Познань), а в 1969 році — «Карпати» (Кросно). З 1977 року працював у команді ГКС Блекитни Тарнів. Згодом став координатором футбольної секції в клубі, обіймаючи посаду до другої половини 1980-х років, а з липня 1986 року працював тренером старшої команди в міжвоєводському класі. Протягом кар'єри тренера також працював у «Сталі» (Красник) та «Унії» (Ратибор). Він також був головним тренером військової збірної, яка готувалася до чемпіонату ЛВП з футболу.
Нагороджений лицарським хрестом ордену Відродження Польщі та медаллю Польського олімпійського комітету. Рохділив 5-6 місце в опитуванні тижневика «Tarnowskie Azoty» в номінації найпопулярнішого тренера Тарнова в 1985 році.
Помер 17 квітня 1988 року в Тарнові. Похований на муніципальному кладовищі в Тарнові-Кжижі.